# Seis días de Maastricht
Los Seis días de Maastricht era una carrera de ciclismo en pista, de la modalidad de seis días, que se disputaba en Maastricht (Países Bajos). Su primera edición data de 1976, y se celebró hasta 1987. En 2006, se intentó recuperar, pero sin éxito.

## Palmarés
| Año       | Ganadores                    | Segundos                        | Terceros                       |
| --------- | ---------------------------- | ------------------------------- | ------------------------------ |
| 1976      | Graeme Gilmore Patrick Sercu | Günther Haritz René Pijnen      | Albert Fritz Wilfried Peffgen  |
| 1977      | Eddy Merckx Patrick Sercu    | Gerben Karstens René Pijnen     | Donald Allan Danny Clark       |
| 1978      | Gerrie Knetemann René Pijnen | Albert Fritz Wilfried Peffgen   | Danny Clark Gerben Karstens    |
| 1979      | Donald Allan Danny Clark     | René Pijnen Jan Raas            | Albert Fritz Patrick Sercu     |
| 1980      | Gerrie Knetemann René Pijnen | Albert Fritz Patrick Sercu      | Gert Frank Roman Hermann       |
| 1981      | René Pijnen Ad Wijnands      | Albert Fritz Günther Schumacher | Udo Hempel Josef Kristen       |
| 1982      | René Pijnen Ad Wijnands      | Albert Fritz Wilfried Peffgen   | Gerrie Knetemann Patrick Sercu |
| 1983      | Albert Fritz Dietrich Thurau | Josef Kristen René Pijnen       | Robert Dill-Bundi Gert Frank   |
| 1984      | Danny Clark René Pijnen      | Gert Frank Horst Schütz         | Albert Fritz Dietrich Thurau   |
| 1985      | Danny Clark Anthony Doyle    | Gert Frank René Pijnen          | Roman Hermann Gerrie Knetemann |
| 1986      | René Pijnen Dietrich Thurau  | Danny Clark Anthony Doyle       | Roman Hermann Josef Kristen    |
| 1987      | Danny Clark Anthony Doyle    | Etienne De Wilde Teun van Vliet | Roman Hermann Joop Zoetemelk   |
| 1988-2005 | ediciones no realizadas      | ediciones no realizadas         | ediciones no realizadas        |
| 2006      | Franco Marvulli Bruno Risi   | Iljo Keisse Marco Villa         | Danny Stam Peter Schep         |